# ヤマハ・YSR

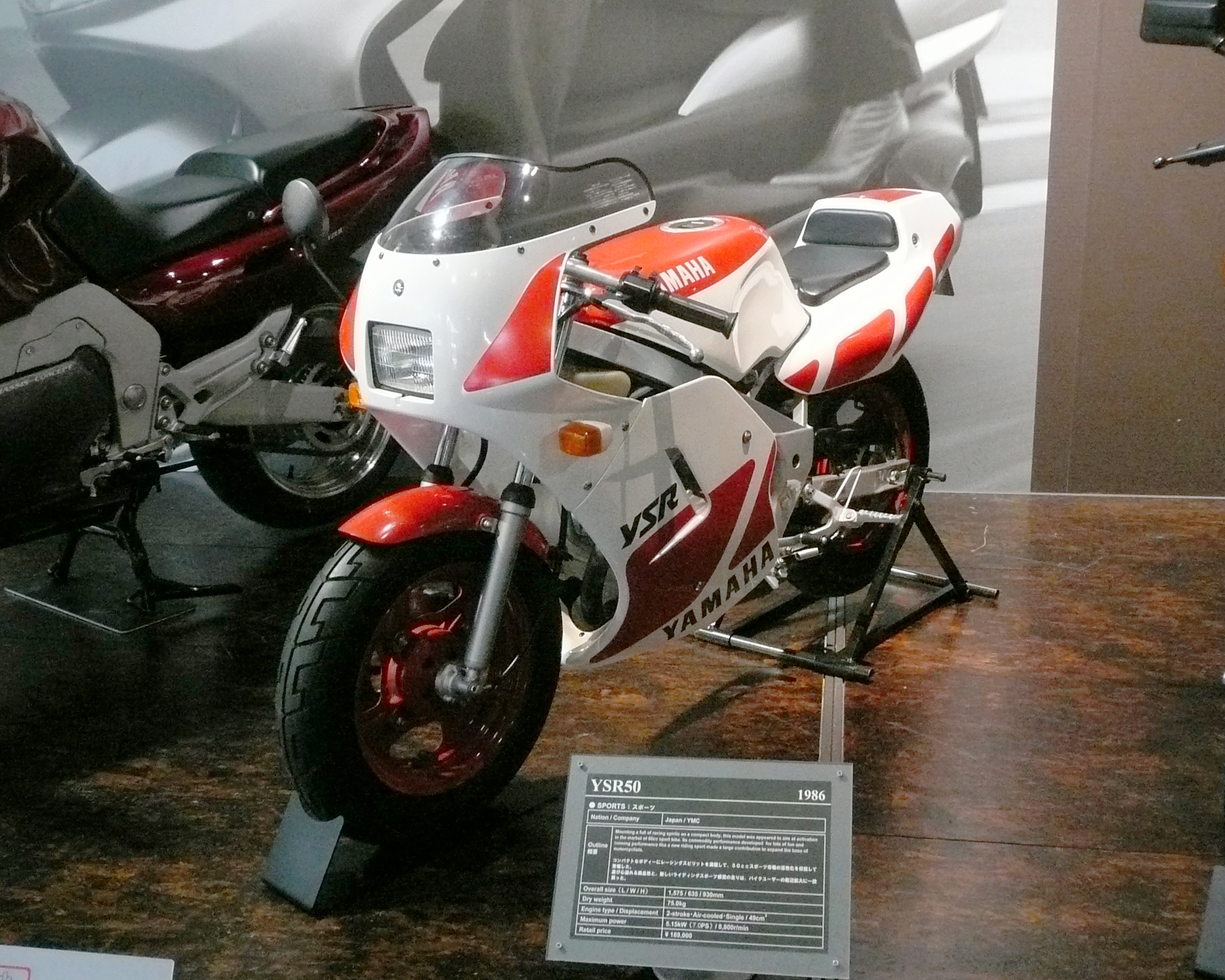
ヤマハ・YSR(1986)

YSR（ワイエスアール）は、かつてヤマハが製造販売していたオートバイである。

## 概要
シリーズ車種として排気量別に車両が生産され、1986年から1992年にかけて販売された。
エンジンはRX50/80をベースとして開発が行われており、速さよりはローコストでレーシングマシンYZRのイメージを楽しもうという趣旨で作られている。今も継続して行われている12インチタイヤ採用のミニバイクレースのきっかけとなるモデルだったが、後を追う形でホンダから発売されたNSR50の本格仕様の車体・パワーに圧倒され、結果的に短命になってしまった。
旧式の空冷エンジンを採用していたため、水冷のライバル勢と比較するとピーク時に弱かったことから、個人によりTZR50/125・RZ125・DT200・SDR等のエンジンへ載せ換えが行われた例も多い。
後継モデルはTZR50を挟んで発売されたTZM50Rにあたるが、TZMは打倒NSR50を念頭に開発されたことから、車体構成は、ほぼ全て別物となった。ただしガソリンタンクは共通である。
YSR50には複数の特別仕様車が存在し、1型は合計4車種が限定生産された。YSR50の2型では、車体色変更のほか、骨格形状変更・キャスター角変更・内燃機搭載方法変更・排気管装着位置変更がされており、主にアメリカ仕様と部品の共通化が図られている。
- YSR50 1型：2AL （1986年 - 1988年） 標準車・車体色：赤/白、青/薄青
  - 限定車・車体色：朱/白 Marlboro （1986年8月）
  - 限定車・車体色：薄紫 TECH21 （1986年11月）
  - 限定車・車体色：赤/白 LuckyStrike （1987年）※煙草販売促進用景品
- YSR50 2型：2UE （1988年 - 1992年） 標準車・車体色：赤/白
  - 限定車・車体色：赤/白 UCC （1988年7月）
- YSR80 1型：2GX1 （1986年 - 1988年） 標準車・車体色：赤/白、青/薄青
- YSR80 2型：3CE1 （1988年 - 1992年） 標準車・車体色：赤/白

## 日本国外モデル
北米仕様
2GX型のYSR80をベースに50ccへ仕立て直したモデルで、年度モデルを展開しているため、1型2型の区別はない。なお、このアメリカ仕様が販売されていたことから、YSRには非常に珍しいKERKER製のチャンバーが存在する。
- 1987年・YSR50T
- 1988年・YSR50U
- 1989年・YSR50W
- 1990年・YSR50A
- 1991年・YSR50B
- 1992年・YSR50D

フランス仕様
3CE型のYSR80をベースに仕立て直したモデルで、年度モデル設定がなく、1モデルのみ継続販売された。
- 1988年・YSR80 GP-Replica・車体色：青/薄青